# 부미푸트라
부미푸트라(Bumiputera)란 말레이시아 원주민(말레이시아 토착민)을 일컫는 말레이시아의 용어로, 말레이인, 오랑 아슬리, 그리고 동말레이시아의 여러 원주민족으로 정의된다. 땅의 자식을 뜻한다. 말레이시아는 사바주 원주민과 사라왁 원주민을 보호하는 정책을 채택하였기 때문에 사바주에서는 사바주의 토착민을, 사라왁주에서는 사라왁의 토착민을 부미푸트라로 정의한다. 
영국의 지배 이전에 이주했거나, 말레이시아와 문화적으로 유사한 인도네시아 원주민, 말레이시아 시암족, 무슬림 인도계, 프라나칸, 크리스탕인 등을 포함시켜 정의하거나, 이들을 부미푸트라에 포함시켜야 한다는 주장도 있다. 부미푸트라와 중국계의 갈등이 5.13 사건으로 터진 이후 부미푸트라에 대한 우대 정책이 도입되었다.

## 같이 보기
- 오랑 아슬리
- 오랑 아살
- 카자단두순